# 索爾陶河
52°59′1.07″N 9°50′25.27″E / 52.9836306°N 9.8403528°E

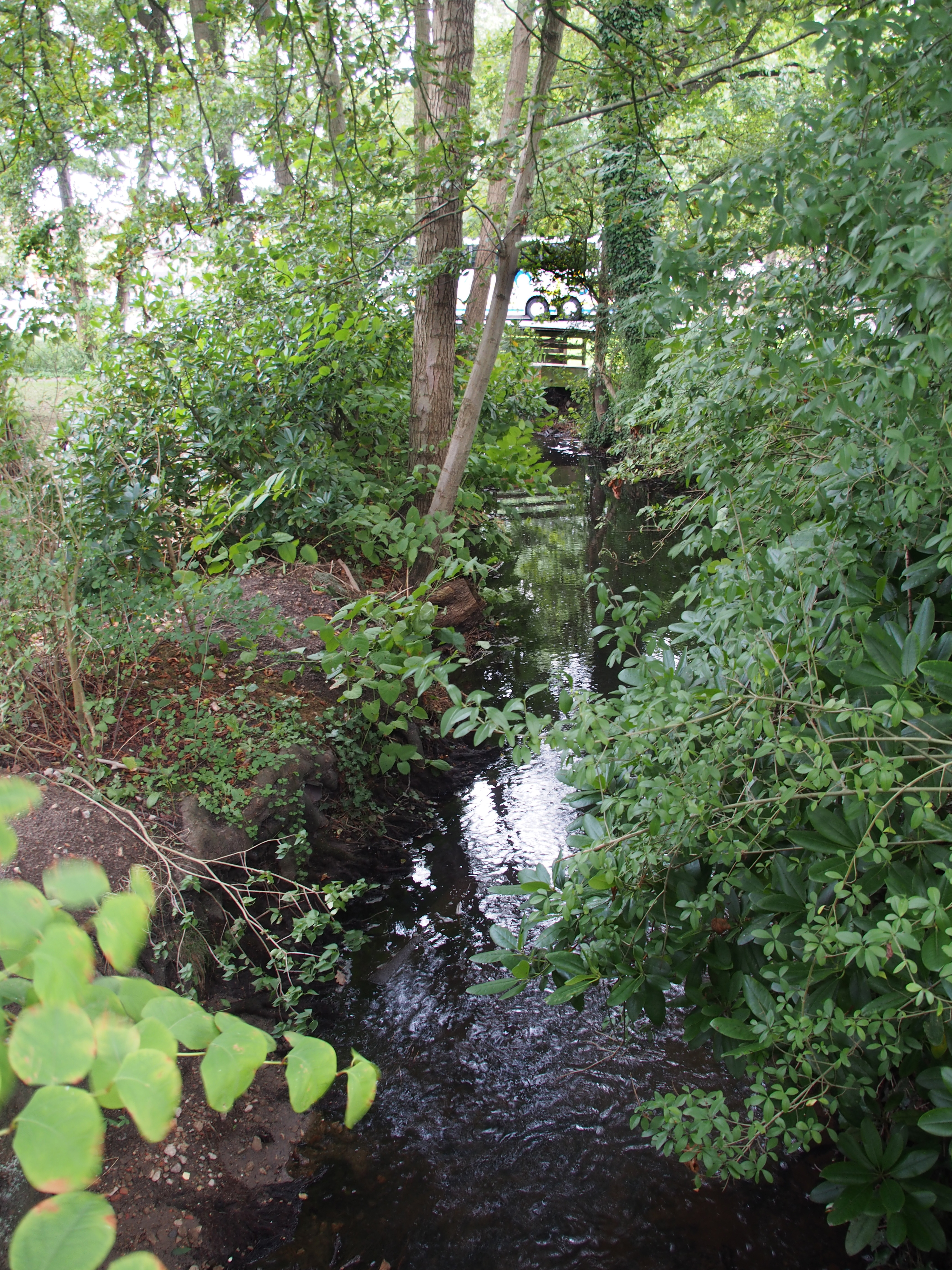

索爾陶河（德語：Soltau），是德國的河流，位於該國西北部，由下薩克森州負責管轄，屬於伯默河的右支流，處於索爾陶-法靈博斯特爾縣，河道全長7.8公里，河口處在索爾陶。